# Call of Duty: World at War (Nintendo DS)
Call of Duty: World at War es el videojuego con el mismo nombre de la versión original, pero para Nintendo DS. Es un videojuego de disparos en primera persona del tipo "bélico" desarrollado por n-Space, y distribuido por Activision. Fue lanzado en Norteamérica el 11 de noviembre de 2008; en Europa, el 14 de noviembre de 2008; y en Australia y Nueva Zelanda el 26 de noviembre de 2008. El videojuego es un spin-off exclusivo para Nintendo DS, del título Call of Duty: World at War. El videojuego es el quinto título de la serie Call of Duty, y el séptimo título en aparecer en las videoconsolas de séptima generación.

## Jugabilidad

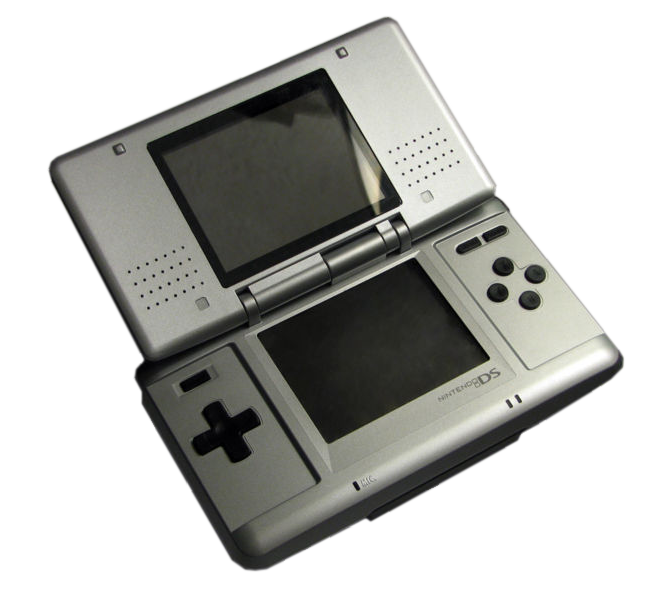
El título es un videojuego exclusivo para Nintendo DS.

Los escenarios del argumento del título discurren en el Frente del Pacífico y el Oriental, con las campañas estadounidense, británica y soviética. El contenido multijugador en línea puede soportar hasta cuatro jugadores, el cual posee cuatro mapas en total, y además, tiene el sistema de rangos y pertrechos. En comparación con Modern Warfare, el nivel de renderizado gráfico ha mejorado en cuanto a la forma de moverse, trotar y agacharse del jugador, la cual logra un nivel de geometría 3D, en vez de título anteriores, los cuales solamente lograban gráficos comparados a 2D. Sin embargo, el lanzallamas sigue manteniendo una renderización en 2D. Los jugadores pueden desactivar minas y enviar códigos morse con la pantalla táctil, al igual como poder enviar morteros, armas antiaéreas en un buque de guerra, manejar un paracaídas, y el uso de armas montadas. También hay un modo que permite el uso del arma principal, y al mismo tiempo, hacer uso de las ametralladoras.

## Recepción
La versión de Nintendo DS de World at War recibió una puntuación media de 77,83 % sobre la base de 12 comentarios de parte de GameRankings, y una puntuación media de 75% sobre la base de 12 comentarios de Metacritic, la cual indica comentarios "favorables en general".
IGN calificó al videojuego con una puntuación de 8.3/10, alabando su "nivel de complejidad del hardware" y la "producción de sonido impresionante y divertida", además de alabar el modo multijugador. Crítica del título unos pequeños bugs, y la ausencia de una forma de comunicarse en línea. GameSpot lo calificó con una puntuación de 8.0/10, alabando los logros técnicos del motor del juego, y del audio que "ofrece la verdadera experiencia Call of Duty".